# معدن بيشة الأثري
معدن أو منجم بيشة الأثري؛ من أهم مناجم الذهب القديمة وينسب لمدينة بييشة المعروفة في منطقة عسير جنوب غرب السعودية و يعود لعصر ما قبل الإسلام و شهد نشاط تعديني مكثف خلال بدايات عصر الدولة العباسية.

## الموقع
بيشة اسم قرية غناء كثيرة السكان تقع على وادي بيشة وهي من أعمال مكة الجنوبية و قد عدها الهمداني من أعراض نجد و تعرف أيضًا باسم بيشة بُعطانَ. وقد صنفها الهمداني في موضع آخر ضمن معادن اليمامة الذهبية.

## الوصف
قال الهمداني في الجوهرتين: وأما معادن نجد الذهبية فأولها معدن الهجيرة من نهد، يأتي رطله بالعيار العلوي ثمانية وتسعين واقل، ولا شك أن معدن بيشة بعطان مثله في وضوحة التبر للجوار. كما امتدح الهمداني المادة الخام المستخرجة من هذا المنجم وذكر أن العمل توقف
به منذ وقت مبكر، إذ يقول : ولم يعمل معدن بيشة في عصرنا وله مدة منذ انقطع العمل به.

## الاستثمار خلال العصر العباسي
ظهر اسم بيشة على النقود العباسية في أواخر القرن الثاني هجري، حيث ضرب بها درهم الخليفة العباسي هارون الرشيد سنة 186 هـ، بعد ذلك توالى ظهور اسمها على عدد من الدنانير الذهبية التي سكت تباعا عامي 337 و 340 هـ. ومن المرجح أن المادة الخام التي سكت منها هذه العملات قد استخرجت من منجمها الذي اشتهر بالنقاوة والجودة وبحسب الجاسر فإن آثار المنجم لا زالت باقية بنحو 2 كم شرق مدينة بيشة الحديثة وفي تلك الجهة قرية تسمى المعدن وقرية أخرى تسمى المعامل .